# 徳住
徳住（とくじゅう、安永6年（1777年） - 天保13年（1842年）8月23日）は、江戸時代後期の浄土宗の僧侶。徳本の高弟として知られ、愛知県岡崎市の九品院を開山した。転蓮社入誉真阿（てんれんしゃにゅうよしんあ）とも称された。

## 人物・経歴

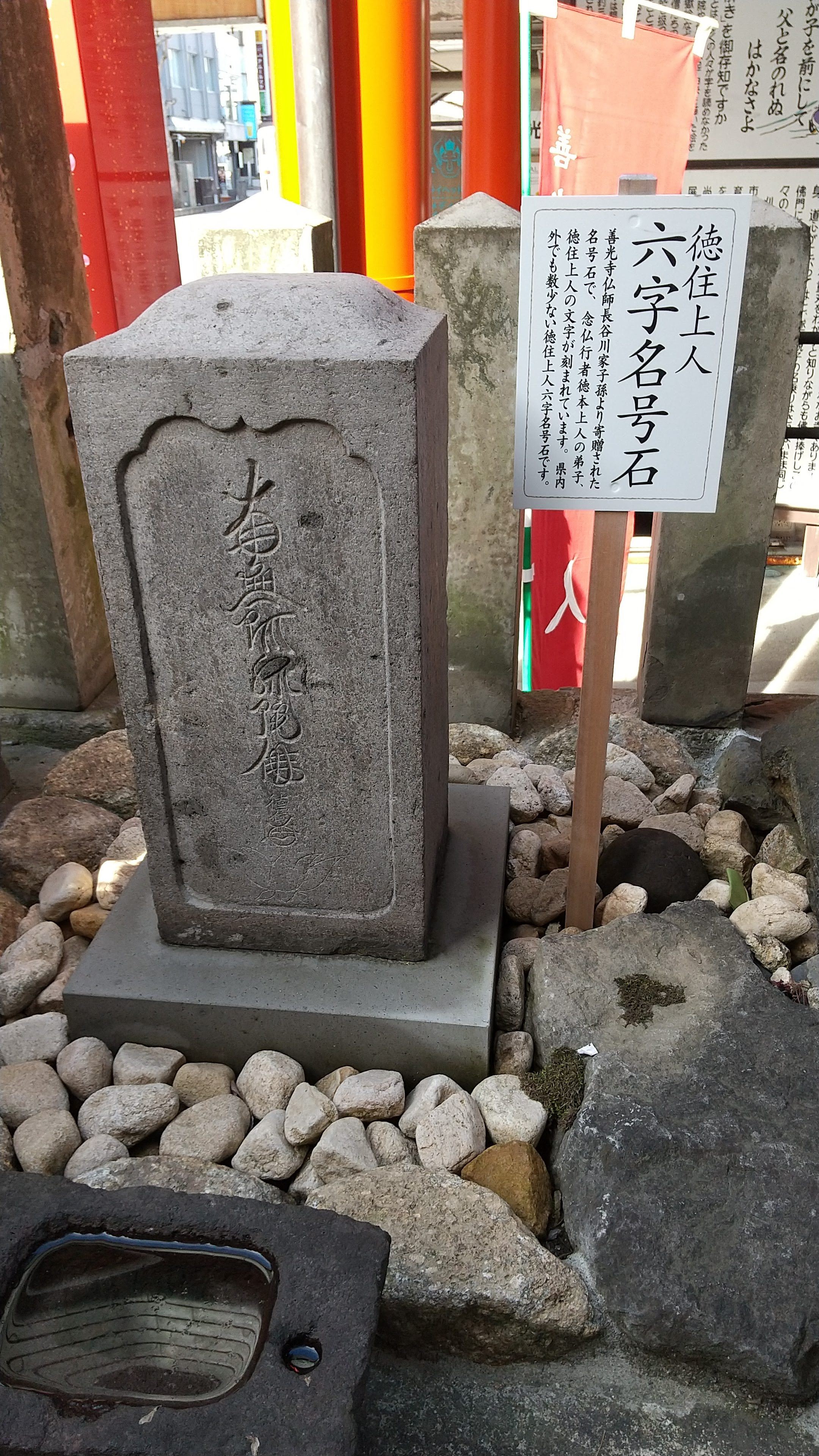
徳住上人六字名号石（西光寺）

### 学歴・修行
1777年、三河国碧海郡志貴ノ庄大浜浦中村で漁師・角谷繁ヱ衛門の子・豊次郎として生まれた。1785年に尾張国雲谷寺で真誉大中のもと出家し、真淳と命名された。1801年、増上寺で智堂より両脈を相承。1815年には伝通院で徳本の説法を聴聞し弟子入りし、1816年に西方寺で徳本から徳住の名を授かった。

### 主な活動
- 修行：不臥行（横にならない修行）と日課10万遍の念仏を実践[2]
- 布教：三河国や信濃国を中心に巡錫[4]
- 寺院建立
  - 1828年 - 九品院（三河国）を開山[3]
  - 源正寺（浪華）・光照院（尾張国）を中興[1]

## 思想・業績
- 徳本の教えの継承：師・徳本から授かった「道心房 唯申せ 南無阿弥陀仏と 一以て これをつらぬけ」の偈を生涯の指針とした[2]
- 厳格な戒律：肉食妻帯を排し、浄土律の実践を重視[3]
- 社会事業：天保の飢饉（1833年-1839年）において災害救済に尽力したと伝えられる[5]

## 主な著作
- 『真阿徳住上人行業雑記』（弟子による記録）[1]

## 関連書籍
- 『しんしろ十一所徳本上人・徳住上人名号碑めぐり』新城市教育委員会 2019年